# Тульский рабочий
«Тульский рабочий» или 13-й отдельный бронепоезд Юго-Западного фронта (ЮЗФ) (прозванный «Туляк») — бронепоезд, построенный на заводе «Желдормаш» и Мичуринском паровозоремонтном заводе (достройка) во время Великой Отечественной войны, и формирование (отдельный бронепоезд) автобронетанковых войск (АБТВ) РККА.
13-й обепо ЮЗФ в составе действующих армии и флота (ДАФ) с 16 декабря 1941 года по 11 марта 1942 года. Позже Бронепоезд № 2 60-го отдельного дивизиона бронепоездов (переименован из 2-го однбп ЮЗФ 11 марта 1942 года) в составе ДАФ 16 декабря 1941 — 8 июня 1942 года.

## История строительства
История создания бронепоезда № 13 неразрывно связана с героической обороной Тулы в 1941 году. 3 октября 1941 года немецкие танки под командованием генерала Гудериана взяли Орёл и выдвинулись по направлению к Туле. В связи с этим в город предпринимал меры для укрепления обороны.
Мысль построения бронепоезда для истребительного отряда с целью обеспечения высадки десанта и более успешной защиты железнодорожного узла пришла к начальнику вагонного участка станции Тула Н. В. Королеву в августе 1941 года. Эта идея была поддержана на всех уровнях, начиная с политотдела дороги и кончая обкомом партии.
Людей, сведущих в строительстве бронепоездов, для его постройки не хватало, не было и чертежей. Командированный в Москву инженер привёз необходимые документы. В цехах Тульского паровозного депо началось сооружение бронепоезда.
Руководство строительством бронепоезда было поручено начальнику Тульского отделения паровозного хозяйства железной дороги М. Д. Самойлову. Ответственным за конструктивное решение постройки бронепоезда назначили начальника планово-производственного отделения Н. В. Селецкого. Разработкой вагона занимался военный инженер М. Г. Грязнов, а бронеплощадки строил вагонный участок во главе с Н. В. Королевым.
Активное участие в строительстве принимал коллектив машиностроительного завода НКПС. Старший лейтенант С. Л. Клюев, командир бронепоезда, и комиссар В. К. Паничкин формировали экипаж машины — принимали добровольцев-железнодорожников. Часть экипажа бронепоезда была сформирована из работников районных отделов милиции и из военнослужащих 156-го полка Народного комиссариата внутренних дел (НКВД), дислоцированного в городе. Паровозная бригада также была собрана из добровольцев — в неё вошли В. Н. Пузанов, И. И. Субботин, В. И. Иванов, Д. П. Шехов, В. А. Ермаков и В. И. Ермолаев.
28 октября 1941 года бронепоезд, получивший наименование «Бронепоезд № 13», вышел из цехов локомотивного депо Тулы, и вступил в борьбу с немецко-фашистскими захватчиками.

## Боевой путь
Бронепоезд № 13, прозванный железнодорожниками и солдатами «Туляк», присоединился к бронепоезду № 16, уже защищавшему подступы к Туле. Позже бронепоезд № 16 был отправлен оборонять участок Рославль — Смоленск. «Тульский рабочий» остался прикрывать от вражеских авианалётов станцию Тула-1. Также отражал удары бомбардировщиков на станциях Ревякино, Хомяково и Присады. В середине октября бронепоезд № 16 вернулся в Тулу на ремонт. В то время в Туле возникли проблемы с продовольствием. Четыре из пяти железнодорожных путей были захвачены противником; в руках Красной армии оставалась лишь железнодорожная линия Москва-Тула. Трудящимися Москвы был отправлен поезд с продовольствием в осаждённый город. Фашисты предприняли попытку перехватить этот состав. В течение двух суток бронепоезда № 13 и № 16 вели оборону железнодорожной линии, уничтожая вражескую пехоту, бронетехнику и авиацию. Поезд с продовольствием в полной сохранности прибыл в Тулу. В начале декабря бронепоезд «Тульский рабочий» был отправлен на Юго-Западный фронт. Декабрь 41-го года бронепоезд базировался на станции Белый колодезь, находящейся на северо-востоке от Харькова. В апреле 1942 года бронепоезд № 13 был введён в 60-й отдельный дивизион бронепоездов, который был сформирован из двух единиц — бронепоезда № 15 и «Тульского рабочего», получившего новый номер 2 и переименованный 11 марта 1942 года во 2-й бепо 60-го однбп. Дивизион был направлен на Юго-Западный фронт, где прикрывал железную дорогу в районе Изюма от атак с воздуха..
«Тульский рабочий» закончил боевой путь в Тамбовской области 8 июня 1942 года, когда после налетов немецкой авиации были выведены из строя все орудия, пробита броня, повреждена ходовая часть. Экипаж был направлен для получения новой матчасти бронепоезда, а бронепоезд был отправлен на рембазу.

## Командование
Командир бепо:
- С. Л. Клюев, старший лейтенант;
- Б. П. Есин, капитан, на 21 мая 1942 года[8];

Комиссар бепо:
- В. К. Паничкин[8];

## Память
- В Туле на здании железнодорожного вокзала установлена памятная табличка: «Отсюда 28 октября 1941 года начал свой боевой путь бронепоезд № 13 „Туляк“, изготовленный железнодорожниками Тульского узла».
- 8 мая 2015 года на станции Тула-1-Курская был открыт мемориал-музей, представляющий собой копию бронепоезда «Тульский рабочий»[5][9].